# NGC 7698
NGC 7698 је лентикуларна галаксија у сазвежђу Пегаз која се налази на NGC листи објеката дубоког неба.
Деклинација објекта је + 24° 56' 43" а ректасцензија 23h 34m 1,5s. Привидна величина (магнитуда) објекта NGC 7698 износи 13,4 а фотографска магнитуда 14,4. NGC 7698 је још познат и под ознакама UGC 12668, MCG 4-55-29, CGCG 476-69, VV 400, NPM1G +24.0541, PGC 71762.